# Karan Armstrong
Karan Armstrong (Havre (Montana), 14 de diciembre de 1941–Marbella, 28 de septiembre de 2021) fue una cantante de ópera soprano estadounidense.

## Carrera artística
Nació en Havre, una pequeña población del estado de Montana (Estados Unidos). Realizó los estudios de ópera con la cantante de ópera germano-estadounidense Charlotte Lehmann. Inicialmente, se formó como pianista en Concordia College, para más tarde continuar con sus estudios musicales en California. En 1965, debutó en la ópera de San Francisco, y en 1970 actuó por primera vez en Europa.
Durante una producción de Salomé, en la ópera estatal de Stuttgart conoció a Götz Friedrich, con quien se casó, trasladándose a vivir a Berlín, cuando él fue nombrado director de la Opera Alemana de Berlín. Permaneció con él hasta que él falleció en el año 2000.